# Gamfond
En gamfond (även asätarfond) är en fond som investerar i bolag som håller på att gå i konkurs. Ordet gamfond är ett översättningslån från engelskans vulture fund.

## Kända gamfonder
- Hedgefonden Dart Management